# 동적
동적(董赤, ? ~ 기원전 138년)은 전한 초기의 관료이다. 개국공신 동설(董渫)의 아들로, 성후(成侯) 작위를 이어받았다. 동안국과 동일인물로 보는 견해가 있다.

## 행적
문제 14년(기원전 166년), 겨울, 흉노가 기병 4만 명을 이끌고 조나(朝那)·소관(蕭關)을 침입하여 북지도위 손앙(孫卬)을 죽이고 수많은 백성과 가축들을 노략질하였다. 또 팽양(彭陽)에 이르러 병사들을 풀어 회중궁을 불태웠고, 척후병을 감천궁에까지 보냈다. 이때 동적은 내사에 임명되어 장상여·난포와 함께 흉노를 공격해 무찔렀다.
경제 6년(기원전 151년), 죄를 지어 작위가 박탈되었다가 6년 후 절씨후(節氏侯)에 봉해졌다.
건원 3년(기원전 138년)에 죽으니, 시호를 강(康)이라 하였다. 아들 동피군이 작위를 이었다.

## 출전
- 사마천, 《사기》 권10 효문본기·권18 고조공신후자연표
- 반고, 《한서》 권19하 백관공경표 下

| 전임 두염 | 전한의 내사 기원전 166년 ~ 기원전 156년? | 후임 조조 |

| 전임 아버지 성경후 동설 | 전한의 성후 기원전 194년 ~ 기원전 151년 | 후임 (봉국 폐지) |

| 전임 (첫 봉건) | 전한의 절씨후 기원전 145년 ~ 기원전 138년 | 후임 아들 절씨공후 동피군 |